# Hans-Friedrich Müller
Hans-Friedrich Müller (* 10. November 1964 in Wiesbaden) ist ein deutscher Rechtswissenschaftler, Hochschullehrer und Richter.

## Leben
Müller absolvierte ein Studium der Rechtswissenschaften an der Universität Mainz und erlangte einen LL.M.-Abschluss an der University of Bristol. Sein Referendariat absolvierte Müller im Oberlandesgerichtsbezirk Koblenz. Er wurde 1995 mit der Arbeit Das Austrittsrecht des GmbH-Gesellschafters an der Universität Mannheim promoviert. Die Habilitation erfolgt 2001 mit der Arbeit Der Verband in der Insolvenz an der Universität zu Köln.
2004 folgte Müller dem Ruf an die Alfried Krupp von Bohlen und Halbach-Stiftungsprofessur für Deutsches und Internationales Zivil- und Wirtschaftsrecht an die Staatswissenschaftliche Fakultät der Universität Erfurt. 2011 nahm er einem Ruf an die Universität Trier an und wurde dort Inhaber des Lehrstuhls für Bürgerliches Recht, Handels- und Wirtschaftsrecht. Im Studienjahr 2017/2018 bekleidete er das Amt des Dekans.
Seit 2015 ist Müller zudem Richter am Oberlandesgericht Koblenz.

## Forschungsschwerpunkte
Müllers Forschungsschwerpunkte liegen zunächst im Bereich Europäisches Privatrecht, er beschäftigt sich auch intensiver mit den Bereichen Insolvenzrecht und Gesellschaftsrecht.

## Publikationen (Auswahl)
- Das Austrittsrecht des GmbH-Gesellschafters (= Abhandlungen zum deutschen und ausländischen Handels- und Wirtschaftsrecht, Bd. 103). Carl Heymanns Verlag, Köln, Berlin, Bonn, München 1996. ISBN 3-452-23548-3.
- hrsg. unter anderem mit Christoph Weber: Europäisierung des Privatrechts: Zwischenbilanz und Perspektiven (= Jahrbuch junger Zivilrechtswissenschaftler 1997). Richard Boorberg Verlag, Stuttgart, München, Hannover, Berlin, Weimar, Dresden 1998. ISBN 3-415-02443-1.
- Der Verband in der Insolvenz. Carl Heymanns Verlag, Köln, Berlin, Bonn, München 2002. ISBN 3-452-25068-7.

Außerdem hat Müller an diversen Gesetzeskommentaren mitgewirkt:
- Kommentierung der §§ 15–19, Anhang § 35, in: Jaeger, Kommentar zur Insolvenzordnung, Band 1, 2004; Kommentierung der §§ 92, 93 (Band 2), 2007.
- Kommentierung der §§ 398–432 BGB; Art. 33 EGBGB; Art. 14, 15 Rom I-VO; Art. 19, 20 Rom II-VO in: Prütting/Wegen/Weinreich, BGB-Kommentar, 1.–5. Aufl. 2006 ff.
- Kommentierung der §§ 311–318 und Internationales Gesellschaftsrecht, in: Spindler/Stilz, Kommentar zum Aktiengesetz, 1. Aufl. 2007, 2. Aufl. 2010.
- Kommentierung der §§ 6–9, in: Grunewald/Römermann (Hrsg.), Kommentar zum Rechtsdienstleistungsgesetz, 2008.
- Kommentierung der §§ 64, 66–74, in: Münchener Kommentar zum GmbH-Gesetz, 2010.
- Kommentierung der §§ 104–113, 759–763, 779 in: Erman, Bürgerliches Gesetzbuch, 13. Aufl. 2011.